# Her Heritage (film 1914)
Her Heritage è un cortometraggio muto del 1914 diretto da Harry A. Pollard che ne è anche interprete insieme alla moglie, l'attrice Margarita Fischer e a Joe Harris e Gladys Kingsbury.

## Trama
Giovane moglie di un medico affermato, la signora Arsdale soffre di una forma di alcoolismo ereditario. Trovandosi spesso sola, frequenta una cerchia sociale cui appartiene anche J. Preston Warren, un suo ex pretendente che, una sera, vedendo le condizioni in cui si trova, si offre di accompagnarla a casa. L'uomo, però, la porta nei suoi appartamenti, dove l'affida alla madre, mentre lui va a passare la notte al club. La mattina, al risveglio, la signora Arsdale, scoprendo di essere a casa di Warren, immagina il peggio e telefona al marito chiedendogli di ucciderlo. La signora Warren, che ha sentito la conversazione telefonica, si precipita dal medico per spiegargli la situazione e rassicurarlo che lei ha dormito tutta la notte nella stanza vicina a quella di sua moglie alla quale non è successo proprio niente. Il dottore e la moglie si riconciliano e la sua tara ereditaria viene guarita.

## Produzione
Il film fu prodotto dalla (Beauty) American Film Manufacturing Company.

## Distribuzione
Distribuito dalla Mutual, il film - un cortometraggio in una bobina - uscì nelle sale statunitensi il 12 maggio 1914. Nello stesso anno, fu distribuito nel Regno Unito dalla American Co.